# It's Not About You
It's Not About You is een nummer van de Britse band Scouting for Girls uit 2007. Het is de eerste single van hun titelloze debuutalbum.
"It's Not About You" gaat over een man en een vrouw die uit elkaar gaan. De man, vanuit wie het nummer beschreven wordt, kan het niet verdragen dat zijn vrouw haar eigen weg gaat. Het nummer werd een kleine hit in het Verenigd Koninkrijk, waar het de 31e positie bereikte. In het Nederlandse taalgebied deed de plaat niets in de hitlijsten.

## Tracklijst
7"-vinyl
1. "It's Not about You"
2. "Keep On Walking"

Cd
1. "It's Not about You"
2. "Keep On Walking"
3. "Mountains of Navaho"